# Кабул (река)
Кабул (пашту کابل) је река у Авганистану и Пакистану, десна притока Инда. Река извире западно од истоименог града, на падинама Кохи Бабе (Хиндукуш). 
Дуга је 460 km, са површином слива од око 75 хиљада квадратних километара. Река је пловна 120 км. Највећа притока јој је Кунар. Велики градови кроз које протиче су: Кабул, Џалалабад и Пешавар Већим делом године има мали проток воде, а само лети ниво се повећа због топљења глечера. Користи се за наводњавање.